# Liste der Baudenkmale in Adelebsen
In der Liste der Baudenkmale in Adelebsen sind alle Baudenkmale des niedersächsischen Fleckens Adelebsen (Landkreis Göttingen) aufgelistet.  Dieser besteht aus der Kernortschaft Adelebsen und den Ortsteilen Barterode, Eberhausen, Erbsen, Güntersen, Lödingsen und Wibbecke. Der Stand der Liste ist das Jahr 1993.

## Allgemein
In den Spalten befinden sich folgende Informationen:
- Lage: die Adresse des Baudenkmales und die geographischen Koordinaten. Kartenansicht, um Koordinaten zu setzen. In der Kartenansicht sind Baudenkmale ohne Koordinaten mit einem roten Marker dargestellt und können in der Karte gesetzt werden. Baudenkmale ohne Bild sind mit einem blauen Marker gekennzeichnet, Baudenkmale mit Bild mit einem grünen Marker.
- Bezeichnung: Bezeichnung des Baudenkmales
- Beschreibung: die Beschreibung des Baudenkmales. Unter § 3 Abs. 2 NDSchG werden Einzeldenkmale und unter § 3 Abs. 3 NDSchG Gruppen baulicher Anlagen und deren Bestandteile ausgewiesen.
- ID: die Objekt-ID des Baudenkmales
- Bild: ein Bild des Baudenkmales, ggf. zusätzlich mit einem Link zu weiteren Fotos des Baudenkmals im Medienarchiv Wikimedia Commons. Wenn man auf das Kamerasymbol klickt, können Fotos zu Baudenkmalen aus dieser Liste hochgeladen werden:

## Adelebsen
| Lage                                                                 | Bezeichnung                                 | Beschreibung | ID       | Bild           |
| -------------------------------------------------------------------- | ------------------------------------------- | --- | -------- | -------------- |
| Bahnhofstraße 27 51° 34′ 40″ N, 9° 45′ 35″ O                         | Bahnhof Adelebsen, Empfangsgebäude          | | 35232814 | Weitere Bilder |
| Burg 51° 34′ 42″ N, 9° 44′ 56″ O                                     | Gesamtanlage Burg Adelebsen                 | Die Burg wurde im 13. Jahrhundert erbaut. Im Jahre 1466 brannte die Burg nieder, weitere Beschädigungen gab es im Dreißigjährigen Krieg. Der Wiederaufbau begann 1650, die Burg wurde dabei zu einem Schloss ausgebaut. Einzeldenkmal der Baudenkmal-Gruppe Burg Adelebsen (ID 35227649) | 35232838 | Weitere Bilder |
| Burg 51° 34′ 43″ N, 9° 44′ 56″ O                                     | Burg Adelebsen, Schloss                     | Einzeldenkmal der Baudenkmal-Gruppe Burg Adelebsen (ID 35227649) | 35232861 | BW             |
| Burg 51° 34′ 36″ N, 9° 44′ 53″ O                                     | Burg Adelebsen, Terrassengarten             | Einzeldenkmal der Baudenkmal-Gruppe Burg Adelebsen (ID 35227649) | 35232883 | BW             |
| Burg 51° 34′ 40″ N, 9° 44′ 57″ O                                     | Burg Adelebsen, Park                        | Einzeldenkmal der Baudenkmal-Gruppe Burg Adelebsen (ID 35227649) | 35232906 | BW             |
| Burgstraße 18 51° 34′ 47″ N, 9° 44′ 58″ O                            | Armenhaus                                   | | 37159390 |                |
| Kirchweg 51° 34′ 42″ N, 9° 45′ 0″ O                                  | Kirche St. Martini                          | Die Kirche wurde im 13. Jahrhundert erbaut. Die Kirche wurde aber im Laufe der Zeit öfter mal umgebaut. Einzeldenkmal der Baudenkmal-Gruppe Kirchhof Adelebsen (ID 35228084) | 35232929 | Weitere Bilder |
| Kirchweg 8 51° 34′ 43″ N, 9° 45′ 1″ O                                | Alte Schule                                 | Einzeldenkmal der Baudenkmal-Gruppe Kirchhof Adelebsen (ID 35228084), heute Steinarbeitermuseum. | 35233044 |                |
| Kirchweg 1 51° 34′ 42″ N, 9° 45′ 2″ O                                | Wohnhaus                                    | Einzeldenkmal der Baudenkmal-Gruppe Kirchweg (ID 35227667) | 35232956 |                |
| Kirchweg 3 51° 34′ 42″ N, 9° 45′ 1″ O                                | Wohnhaus                                    | Einzeldenkmal der Baudenkmal-Gruppe Kirchweg (ID 35227667) | 35232978 |                |
| Kirchweg 5 51° 34′ 42″ N, 9° 45′ 1″ O                                | Wohnhaus                                    | Einzeldenkmal der Baudenkmal-Gruppe Kirchweg (ID 35227667) | 35233000 |                |
| Kirchweg 7 51° 34′ 42″ N, 9° 45′ 1″ O                                | Wohnhaus                                    | Einzeldenkmal der Baudenkmal-Gruppe Kirchweg (ID 35227667) | 35233022 |                |
| Kirchweg 9 51° 34′ 42″ N, 9° 45′ 1″ O                                | Wohnhaus                                    | Einzeldenkmal der Baudenkmal-Gruppe Kirchweg (ID 35227667) | 35233067 |                |
| Kirchweg 11 51° 34′ 42″ N, 9° 45′ 0″ O                               | Wohnhaus                                    | Einzeldenkmal der Baudenkmal-Gruppe Kirchweg (ID 35227667) | 35233089 |                |
| Kirchweg 13 51° 34′ 42″ N, 9° 45′ 0″ O                               | Wohnhaus                                    | Einzeldenkmal der Baudenkmal-Gruppe Kirchweg (ID 35227667) | 35233113 |                |
| Kirchweg 15 51° 34′ 41″ N, 9° 45′ 0″ O                               | Wohnhaus                                    | Einzeldenkmal der Baudenkmal-Gruppe Kirchweg (ID 35227667) | 35233137 |                |
| Kirchweg 17 51° 34′ 41″ N, 9° 44′ 59″ O                              | Wohnhaus                                    | Einzeldenkmal der Baudenkmal-Gruppe Kirchweg (ID 35227667) | 35233159 | BW             |
| Kirchweg 19 51° 34′ 41″ N, 9° 44′ 59″ O                              | Wohnhaus                                    | Einzeldenkmal der Baudenkmal-Gruppe Kirchweg (ID 35227667) | 35233181 |                |
| L 554 51° 34′ 33″ N, 9° 44′ 27″ O                                    | Jüdischer Friedhof „Judenberg“              | Der Friedhof wurde von 1733 bis 1948 belegt. Auf dem Friedhof befindet sich 229 Grabsteine. | 35233203 | Weitere Bilder |
| L 554 51° 34′ 33″ N, 9° 44′ 30″ O                                    | Jüdischer Friedhof „Judenberg“, Baumbestand | | 35234725 |                |
| L 554 51° 34′ 32″ N, 9° 44′ 30″ O                                    | Jüdischer Friedhof „Judenberg“, Einfriedung | Einfriedung an der Straße mit Mauer und Zaun | 35234775 |                |
| L 554 51° 34′ 33″ N, 9° 44′ 27″ O                                    | Jüdischer Friedhof „Judenberg“, Hangmauer   | Mauer am westlichen Hang | 35234800 |                |
| L 554, gegenüber der Ausfahrt Stegemühle 51° 34′ 32″ N, 9° 44′ 22″ O | Erdkeller                                   | | 35234640 |                |
| L 554 51° 34′ 21″ N, 9° 42′ 22″ O                                    | Ruine „Alte Kirche Reinshagen“              | Die Kapellenruine gehört zur Wüstung Reinhardeshagen. | 35233253 | Weitere Bilder |
| L 554, Reinshagen 51° 34′ 21″ N, 9° 42′ 22″ O                        | Turmruine Reinshagen                        | Der Wartturm gehört zur Wüstung Reynhardeshagen und wurde zur Sicherung der Straße im Schwülmetal errichtet. | 35233229 |                |
| L 554, Reinshagen 51° 34′ 22″ N, 9° 42′ 24″ O                        | Brücke Schwülme Reinshagen                  | | 35233276 |                |
| Lange Straße 1 51° 34′ 44″ N, 9° 45′ 9″ O                            | ehem. Rathaus                               | Stattlicher Fachwerkbau auf hohem Sandsteinquadersockel in der Blickachse der Langen Straße, erbaut 1827. Südostseite schieferbehängt, an der nordwestlichen Giebelseite vorgelagerte zweiläufige Sandsteintreppe | 35233572 |                |
| Lange Straße 2 51° 34′ 43″ N, 9° 45′ 10″ O                           | Wohnhaus                                    | Einzeldenkmal der Baudenkmal-Gruppe Untere Straße (ID 35227683) | 35233297 | BW             |
| Lange Straße 9 51° 34′ 45″ N, 9° 45′ 11″ O                           | Wohn-/Geschäftshaus                         | | 35233323 |                |
| Lange Straße 19 51° 34′ 45″ N, 9° 45′ 13″ O                          | Wohnhaus                                    | Möglicherweise besteht kein Denkmalschutz mehr, da im Denkmalatlas 2020 kein Eintrag erfolgte. |          |                |
| Lange Straße 21 51° 34′ 45″ N, 9° 45′ 13″ O                          | Wohnhaus                                    | Einzeldenkmal der Baudenkmal-Gruppe Langestraße 21, 23 (ID 35227699) | 35233346 |                |
| Lange Straße 23 51° 34′ 45″ N, 9° 45′ 14″ O                          | Wohnhaus                                    | Einzeldenkmal der Baudenkmal-Gruppe Langestraße 21, 23 (ID 35227699) | 35233368 |                |
| Lange Straße 23 51° 34′ 46″ N, 9° 45′ 13″ O                          | Nebengebäude                                | Einzeldenkmal der Baudenkmal-Gruppe Langestraße 21, 23 (ID 35227699) | 35234750 | BW             |
| Lange Straße 24 51° 34′ 45″ N, 9° 45′ 15″ O                          | Wohnhaus                                    | | 35233393 | BW             |
| Lange Straße 31 51° 34′ 46″ N, 9° 45′ 17″ O                          | Wohnhaus                                    | |          |                |
| Lange Straße 41 51° 34′ 47″ N, 9° 45′ 19″ O                          | Wohnhaus                                    | | 35233414 |                |
| Mühlenanger 8 51° 34′ 51″ N, 9° 45′ 26″ O                            | Wohnhaus                                    | Möglicherweise besteht kein Denkmalschutz mehr, da im Denkmalatlas 2020 kein Eintrag erfolgte. |          |                |
| Mühlenanger 18 51° 34′ 52″ N, 9° 45′ 26″ O                           | Wohnhaus                                    | | 35233459 |                |
| Neue Straße/Ladestraße 51° 34′ 27″ N, 9° 45′ 10″ O                   | Durchlass Eisenbahn neben L 559             | | 35232791 | BW             |
| Obere Straße 1 51° 34′ 44″ N, 9° 45′ 8″ O                            | Wohnhaus                                    | Einzeldenkmal der Baudenkmal-Gruppe Pfarrgehöft (ID 35227731) | 35234618 | BW             |
| Obere Straße 2 51° 34′ 44″ N, 9° 45′ 8″ O                            | Wohnhaus                                    | Einzeldenkmal der Baudenkmal-Gruppe Pfarrgehöft (ID 35227731) | 35233599 | BW             |
| Obere Straße 3 51° 34′ 44″ N, 9° 45′ 7″ O                            | Wohnhaus                                    | Einzeldenkmal der Baudenkmal-Gruppe Pfarrgehöft (ID 35227731) | 35233623 | BW             |
| Obere Straße 4 51° 34′ 44″ N, 9° 45′ 8″ O                            | Wohnhaus                                    | Einzeldenkmal der Baudenkmal-Gruppe Pfarrgehöft (ID 35227731) | 35233646 |                |
| Obere Straße 5 51° 34′ 44″ N, 9° 45′ 7″ O                            | Wohnhaus                                    | Einzeldenkmal der Baudenkmal-Gruppe Pfarrgehöft (ID 35227731) | 35233670 | BW             |
| Obere Straße 6 51° 34′ 44″ N, 9° 45′ 7″ O                            | Wohn-/Wirtschaftsgebäude                    | Einzeldenkmal der Baudenkmal-Gruppe Pfarrgehöft (ID 35227731) | 35233694 | BW             |
| Obere Straße 7 51° 34′ 44″ N, 9° 45′ 6″ O                            | Wohnhaus                                    | Einzeldenkmal der Baudenkmal-Gruppe Pfarrgehöft (ID 35227731) | 35233718 |                |
| Obere Straße 8 51° 34′ 44″ N, 9° 45′ 6″ O                            | Wohnhaus                                    | Einzeldenkmal der Baudenkmal-Gruppe Pfarrgehöft (ID 35227731) | 35233742 | BW             |
| Obere Straße 9 51° 34′ 43″ N, 9° 45′ 5″ O                            | Wohnhaus                                    | Einzeldenkmal der Baudenkmal-Gruppe Pfarrgehöft (ID 35227731) | 35233764 | BW             |
| Obere Straße 11 51° 34′ 43″ N, 9° 45′ 3″ O                           | Wohnhaus                                    | Einzeldenkmal der Baudenkmal-Gruppe Pfarrgehöft (ID 35227731) | 35233812 |                |
| Obere Straße 13 51° 34′ 42″ N, 9° 45′ 3″ O                           | Wohnhaus                                    | Einzeldenkmal der Baudenkmal-Gruppe Pfarrgehöft (ID 35227731) | 35233856 | BW             |
| Obere Straße 14 51° 34′ 44″ N, 9° 45′ 4″ O                           | Wohnhaus                                    | Einzeldenkmal der Baudenkmal-Gruppe Pfarrgehöft (ID 35227731) | 35233880 | BW             |
| Obere Straße 15 51° 34′ 42″ N, 9° 45′ 2″ O                           | Wohnhaus                                    | Einzeldenkmal der Baudenkmal-Gruppe Pfarrgehöft (ID 35227731) | 35233902 | BW             |
| Obere Straße 16 51° 34′ 43″ N, 9° 45′ 3″ O                           | Wohnhaus                                    | Einzeldenkmal der Baudenkmal-Gruppe Pfarrgehöft (ID 35227731) | 35233924 |                |
| Obere Straße 17 51° 34′ 41″ N, 9° 45′ 2″ O                           | Wohnhaus                                    | Einzeldenkmal der Baudenkmal-Gruppe Pfarrgehöft (ID 35227731) | 35233948 | BW             |
| Obere Straße 17 51° 34′ 42″ N, 9° 45′ 2″ O                           | Wirtschaftsanbau                            | Einzeldenkmal der Baudenkmal-Gruppe Pfarrgehöft (ID 35227731) | 35234661 | BW             |
| Obere Straße 18 51° 34′ 44″ N, 9° 45′ 2″ O                           | Wohn-/Wirtschaftsgebäude                    | Einzeldenkmal der Baudenkmal-Gruppe Pfarrgehöft (ID 35227731) | 35233973 | BW             |
| Obere Straße 19 51° 34′ 41″ N, 9° 45′ 1″ O                           | Scheune                                     | Einzeldenkmal der Baudenkmal-Gruppe Pfarrgehöft (ID 35227731) | 35234686 | BW             |
| Offenser Straße 1 51° 34′ 37″ N, 9° 45′ 1″ O                         | Gut Adelebsen, „Hubensackhaus“              | Zur Gutsanlage unterhalb der Burg gehört unter anderem das sogenannte Hubensackhaus, ein zweigeschossiges ehemaliges Landarbeiterwohnhaus in Fachwerkbauweise mit hohem Satteldach, das als Speicher diente. Das Haus wurde in der zweiten Hälfte des 18. Jahrhunderts unter Verwendung eines älteren Fachwerkgerüstes aus dem 17. Jahrhundert erbaut. Einzeldenkmal der Baudenkmal-Gruppe Gut Adelebsen (ID 35227714) | 44699737 |                |
| Offenser Straße 1, Neue Straße 51° 34′ 32″ N, 9° 44′ 55″ O           | Gut Adelebsen, Wirtschaftsgebäude           | Einzeldenkmal der Baudenkmal-Gruppe Gut Adelebsen (ID 35227714) | 35233503 |                |
| Offenser Straße 1, Neue Straße 51° 34′ 33″ N, 9° 44′ 58″ O           | Gut Adelebsen, Mühlengraben                 | Einzeldenkmal der Baudenkmal-Gruppe Gut Adelebsen (ID 35227714) | 35233526 |                |
| Offenser Straße 1, Neue Straße 51° 34′ 33″ N, 9° 44′ 59″ O           | Gut Adelebsen, Brücke über Mühlengraben     | Einzeldenkmal der Baudenkmal-Gruppe Gut Adelebsen (ID 35227714) | 35233549 |                |
| Stegemühle 1 51° 34′ 28″ N, 9° 44′ 19″ O                             | Stegemühle                                  | Ehemalige Stegemühle westlich des Ortes, erbaut ca. 1800. Einzeldenkmal der Baudenkmal-Gruppe Stegemühle (ID 35227746) | 35233996 |                |
| Stegemühle 1 51° 34′ 29″ N, 9° 44′ 20″ O                             | Teich                                       | Einzeldenkmal der Baudenkmal-Gruppe Stegemühle (ID 35227746) | 35234046 | BW             |
| Stegemühle 1 51° 34′ 28″ N, 9° 44′ 20″ O                             | Mühlengraben                                | Einzeldenkmal der Baudenkmal-Gruppe Stegemühle (ID 35227746) | 35234024 | BW             |
| Torstraße 3 51° 34′ 45″ N, 9° 45′ 3″ O                               | Wohnhaus                                    | Einzeldenkmal der Baudenkmal-Gruppe Torstraße 3,5 (ID 35227761) | 35234068 | BW             |
| Torstraße 4 51° 34′ 45″ N, 9° 45′ 4″ O                               | Wohnhaus                                    | | 35234091 | BW             |
| Torstraße 5 51° 34′ 45″ N, 9° 45′ 2″ O                               | Wohnhaus                                    | Einzeldenkmal der Baudenkmal-Gruppe Torstraße 3,5 (ID 35227761) | 35234112 |                |
| Untere Straße 1 51° 34′ 43″ N, 9° 45′ 9″ O                           | Wohnhaus                                    | Einzeldenkmal der Baudenkmal-Gruppe Untere Straße (ID 35227683) | 35234134 | BW             |
| Untere Straße 2 51° 34′ 42″ N, 9° 45′ 5″ O                           | Wohnhaus                                    | Einzeldenkmal der Baudenkmal-Gruppe Untere Straße (ID 35227683) | 35234156 | BW             |
| Untere Straße 3 51° 34′ 43″ N, 9° 45′ 9″ O                           | Wohnhaus                                    | Einzeldenkmal der Baudenkmal-Gruppe Untere Straße (ID 35227683) | 35234178 | BW             |
| Untere Straße 4 51° 34′ 42″ N, 9° 45′ 4″ O                           | Wohnhaus                                    | Einzeldenkmal der Baudenkmal-Gruppe Untere Straße (ID 35227683) | 35234202 | BW             |
| Untere Straße 6 51° 34′ 42″ N, 9° 45′ 3″ O                           | Wohnhaus                                    | Einzeldenkmal der Baudenkmal-Gruppe Untere Straße (ID 35227683) | 35234249 | BW             |
| Untere Straße 19 51° 34′ 41″ N, 9° 45′ 4″ O                          | Wohnhaus                                    | Einzeldenkmal der Baudenkmal-Gruppe Untere Straße (ID 35227683) | 35234432 | BW             |
| Untere Straße 21 51° 34′ 41″ N, 9° 45′ 4″ O                          | Wohnhaus                                    | Einzeldenkmal der Baudenkmal-Gruppe Untere Straße (ID 35227683) | 35234456 |                |
| Untere Straße 23 51° 34′ 41″ N, 9° 45′ 3″ O                          | Wohnhaus                                    | Einzeldenkmal der Baudenkmal-Gruppe Untere Straße (ID 35227683) | 35234480 | BW             |
| Untere Straße 25 51° 34′ 41″ N, 9° 45′ 3″ O                          | Wohnhaus                                    | Einzeldenkmal der Baudenkmal-Gruppe Untere Straße (ID 35227683) | 35234502 | BW             |

## Barterode
| Lage                                                 | Bezeichnung                    | Beschreibung | ID       | Bild           |
| ---------------------------------------------------- | ------------------------------ | --- | -------- | -------------- |
| Alte Schule 51° 32′ 59″ N, 9° 46′ 31″ O              | Kirche St. Pankratii           | Die Ev.-luth. Kirche St. Pankratii wurde um 1730 als Saalkirche an einen im Kern älteren Turm angebaut. Aus der Bauzeit stammen auch der Kanzelaltar sowie der Taufstein (1740), die Orgel wurde 1825 von Kuhlmann gebaut. | 35234919 | Weitere Bilder |
| Am Born 6 51° 33′ 1″ N, 9° 46′ 17″ O                 | Wohnhaus                       | Möglicherweise besteht kein Denkmalschutz mehr, da im Denkmalatlas 2020 kein Eintrag erfolgte. |          |                |
| Am Ort 3 51° 33′ 8″ N, 9° 46′ 35″ O                  | Wohn-/Wirtschaftsgebäude       | | 35234967 |                |
| Bethelstraße 5 51° 33′ 1″ N, 9° 46′ 33″ O            | Wohn-/Wirtschaftsgebäude       | Das Haus wurde 1834 erbaut. Einzeldenkmal der Baudenkmal-Gruppe Bethelstraße 5, 7 (ID 35227776) | 35234988 |                |
| Bethelstraße 7 51° 33′ 2″ N, 9° 46′ 29″ O            | Wohnhaus                       | Einzeldenkmal der Baudenkmal-Gruppe Bethelstraße 5, 7 (ID 35227776) | 35235012 |                |
| Bethelstraße 8 51° 33′ 2″ N, 9° 46′ 32″ O            | Wohnhaus                       | | 35235036 |                |
| Dransfelder Landstraße 8 51° 32′ 16″ N, 9° 45′ 38″ O | Mühlenkomplex Obere Auschnippe | Einzeldenkmal der Baudenkmal-Gruppe Obere Auschippemühle (ID 35227791) | 35235057 |                |
| Dransfelder Landstraße 8 51° 32′ 15″ N, 9° 45′ 39″ O | Mühlenbach                     | Einzeldenkmal der Baudenkmal-Gruppe Obere Auschippemühle (ID 35227791) | 35235080 | BW             |
| Göttinger Straße 13 51° 32′ 55″ N, 9° 46′ 23″ O      | ehem. Hofanlage                | Bildet gleichzeitig die Baudenkmal-Gruppe Göttinger Straße 13 (ID 35227806) | 35235103 |                |
| Göttinger Straße 19 51° 32′ 56″ N, 9° 46′ 27″ O      | Wohnhaus                       | Möglicherweise besteht kein Denkmalschutz mehr, da im Denkmalatlas 2020 kein Eintrag erfolgte. |          |                |
| Göttinger Straße 23/25 51° 32′ 58″ N, 9° 46′ 33″ O   | Pfarrhaus                      | Erbaut 1784 | 35235126 |                |
| Göttinger Straße 29 51° 33′ 2″ N, 9° 46′ 39″ O       | Wohn-/Wirtschaftsgebäude       | Möglicherweise besteht kein Denkmalschutz mehr, da im Denkmalatlas 2020 kein Eintrag erfolgte. |          |                |
| Tieplatz 1 51° 33′ 2″ N, 9° 46′ 24″ O                | Spritzenhaus                   | | 35235194 |                |
| Tieplatz 3 51° 33′ 4″ N, 9° 46′ 24″ O                | Hofanlage                      | Einzeldenkmal der Baudenkmal-Gruppe Hofanlage Tieplatz 3 (ID 35227836) | 35235218 |                |
| Tieplatz 3 51° 33′ 3″ N, 9° 46′ 23″ O                | Backhaus                       | Einzeldenkmal der Baudenkmal-Gruppe Hofanlage Tieplatz 3 (ID 35227836) | 47671573 |                |

## Eberhausen
| Lage                                            | Bezeichnung          | Beschreibung | ID       | Bild           |
| ----------------------------------------------- | -------------------- | --- | -------- | -------------- |
| Bei Thielen's Mühle 51° 33′ 25″ N, 9° 43′ 29″ O | Papiermühle          | Einzeldenkmal der Baudenkmal-Gruppe Papiermühle Thielens Mühle (ID 35227852) | 35235471 |                |
| Bei Thielen's Mühle 51° 33′ 24″ N, 9° 43′ 30″ O | Hauptgebäude         | Einzeldenkmal der Baudenkmal-Gruppe Papiermühle Thielens Mühle (ID 35227852) | 35235494 | BW             |
| Bei Thielen's Mühle 51° 33′ 25″ N, 9° 43′ 31″ O | Geräteschuppen       | Einzeldenkmal der Baudenkmal-Gruppe Papiermühle Thielens Mühle (ID 35227852) | 35235520 |                |
| Eberhardstraße 10 51° 33′ 15″ N, 9° 43′ 3″ O    | Wohnhaus             | | 35235542 |                |
| Kirchstraße 51° 33′ 14″ N, 9° 42′ 59″ O         | Kirche St. Nicolai   | Die evangelisch-lutherische Kirche St. Nicolai in Eberhausen besitzt einen mittelalterlichen Turm aus Bruchsteinmauerwerk. An dessen Ostseite wurde im Jahr 1841 ein schlichtes Fachwerk-Kirchenschiff angebaut, das 1960 baulich geändert wurde. | 35235585 | Weitere Bilder |
| Kirchstraße 51° 33′ 14″ N, 9° 42′ 59″ O         | Kirchhof-Einfriedung | | 35235844 |                |
| Oberdorfstraße 3 51° 33′ 14″ N, 9° 42′ 57″ O    | Wohnhaus             | | 35235610 |                |
| Oberdorfstraße 4 51° 33′ 16″ N, 9° 42′ 57″ O    | Wohnhaus             | Einzeldenkmal der Baudenkmal-Gruppe Oberdorfstraße 4,6 (ID 35227867) | 35235631 |                |
| Oberdorfstraße 6 51° 33′ 15″ N, 9° 42′ 56″ O    | Wohnhaus             | Einzeldenkmal der Baudenkmal-Gruppe Oberdorfstraße 4,6 (ID 35227867) | 35235655 |                |
| Tränkestraße 1 51° 33′ 13″ N, 9° 43′ 4″ O       | Wohnhaus             | Einzeldenkmal der Baudenkmal-Gruppe Tränkestraße 1 (ID 35227882) | 35235680 |                |
| Tränkestraße 1 51° 33′ 13″ N, 9° 43′ 2″ O       | Garten               | Einzeldenkmal der Baudenkmal-Gruppe Tränkestraße 1 (ID 35227882) | 35235704 | BW             |
| Tränkestraße 1 51° 33′ 13″ N, 9° 43′ 1″ O       | Einfriedung          | Einzeldenkmal der Baudenkmal-Gruppe Tränkestraße 1 (ID 35227882) | 35235821 |                |
| Tränkestraße 2 51° 33′ 14″ N, 9° 43′ 1″ O       | Wohnhaus             | Einzeldenkmal der Baudenkmal-Gruppe Tränkestraße 2 (ID 35227898) | 35235727 |                |
| Tränkestraße 2 51° 33′ 14″ N, 9° 43′ 1″ O       | Backhaus             | Einzeldenkmal der Baudenkmal-Gruppe Tränkestraße 2 (ID 35227898) | 35235752 |                |
| Tränkestraße 2 51° 33′ 14″ N, 9° 43′ 1″ O       | Staketzaun           | Einzeldenkmal der Baudenkmal-Gruppe Tränkestraße 2 (ID 35227898) | 35235796 | BW             |
| Tränkestraße 6 51° 33′ 13″ N, 9° 43′ 0″ O       | Hofanlage            | Bildet als Einzeldenkmal die Baudenkmal-Gruppe Hofanlage Tränkestraße 6 (ID 35227914) | 35235774 | BW             |

## Erbsen
| Lage                                            | Bezeichnung              | Beschreibung | ID       | Bild           |
| ----------------------------------------------- | ------------------------ | --- | -------- | -------------- |
| Alte Dorfstraße 18 51° 35′ 6″ N, 9° 48′ 25″ O   | Wohn-/Wirtschaftsgebäude | | 35235957 | BW             |
| Auf dem Kirchberg 1 51° 34′ 57″ N, 9° 48′ 25″ O | Kirche St. Vitus         | Eine Kirche ist seit dem Jahr 1446 bekannt. Im 17. Jahrhundert wurde die Kirche renoviert und umgebaut. Einzeldenkmal der Baudenkmal-Gruppe Kirchhof Erbsen (ID 35227929)                | 35235978 | Weitere Bilder |
| Auf dem Kirchberg 1 51° 34′ 57″ N, 9° 48′ 26″ O | Kirchhof                 | Einzeldenkmal der Baudenkmal-Gruppe Kirchhof Erbsen (ID 35227929) | 35236004 |                |
| Auf dem Kirchberg 2 51° 34′ 58″ N, 9° 48′ 27″ O | Pfarrhaus                | Das Fachwerkhaus wurde 1795 erbaut, es bildet eine Gruppe mit seinen Nebengebäuden, insbesondere der Pfarrscheune. Einzeldenkmal der Baudenkmal-Gruppe Auf dem Kirchberg 2 (ID 35227946) | 35236027 |                |
| Auf dem Kirchberg 2 51° 34′ 59″ N, 9° 48′ 27″ O | Nebengebäude             | Einzeldenkmal der Baudenkmal-Gruppe Auf dem Kirchberg 2 (ID 35227946) | 35236052 |                |
| Höbelweg 4 51° 34′ 59″ N, 9° 48′ 19″ O          | Wohnhaus                 | | 35236120 | BW             |
| Höbelweg 5-7 51° 35′ 0″ N, 9° 48′ 21″ O         | Gutshof                  | Gutshof der Herren von Adelebsen. Möglicherweise besteht kein Denkmalschutz mehr, da im Denkmalatlas 2020 kein Eintrag erfolgte.                                                         |          | BW             |
| Mühlenweg 1 51° 35′ 10″ N, 9° 48′ 44″ O         | Wassermühle, ehem.       | Möglicherweise besteht kein Denkmalschutz mehr, da im Denkmalatlas 2020 kein Eintrag erfolgte.                                                                                           |          | BW             |

## Güntersen
| Lage                                           | Bezeichnung                         | Beschreibung | ID       | Bild           |
| ---------------------------------------------- | ----------------------------------- | --- | -------- | -------------- |
| Bachstraße 4 51° 32′ 17″ N, 9° 44′ 22″ O       | Wohnhaus                            | | 35236164 |                |
| Bachstraße 12 51° 32′ 15″ N, 9° 44′ 19″ O      | Schule                              | | 35236185 |                |
| Bachstraße 12 51° 32′ 15″ N, 9° 44′ 20″ O      | Einfriedung                         | | 35236533 |                |
| Bachstraße 26 51° 32′ 10″ N, 9° 44′ 14″ O      | Hofanlage                           | Bildet mit den Hofgebäuden gleichzeitig die Baudenkmal-Gruppe Hofanlage Bachstraße 26 (ID 35227977)                        | 35236209 |                |
| Hauptstraße 51° 32′ 12″ N, 9° 44′ 21″ O        | Kirche St. Martini                  | | 35236231 | Weitere Bilder |
| Hauptstraße 11 51° 32′ 9″ N, 9° 44′ 22″ O      | Gut Güntersen, Wohnhaus             | Einzeldenkmal der Baudenkmal-Gruppe Gut Güntersen (ID 35227992)                                                            | 35236277 | BW             |
| Hauptstraße 11 51° 32′ 9″ N, 9° 44′ 20″ O      | Gut Güntersen, Feuerwehr-Gerätehaus | Einzeldenkmal der Baudenkmal-Gruppe Gut Güntersen (ID 35227992)                                                            | 35236325 |                |
| Hauptstraße 11 51° 32′ 8″ N, 9° 44′ 21″ O      | Gut Güntersen, Wirtschaftsgebäude   | Einzeldenkmal der Baudenkmal-Gruppe Gut Güntersen (ID 35227992)                                                            | 35236350 | BW             |
| Hauptstraße 11 51° 32′ 8″ N, 9° 44′ 22″ O      | Gut Güntersen, Stall/Speicher       | Einzeldenkmal der Baudenkmal-Gruppe Gut Güntersen (ID 35227992)                                                            | 35236373 | BW             |
| Hauptstraße 11 51° 32′ 7″ N, 9° 44′ 23″ O      | Gut Güntersen, Wirtschaftsgebäude   | Einzeldenkmal der Baudenkmal-Gruppe Gut Güntersen (ID 35227992)                                                            | 35236396 | BW             |
| Hauptstraße 11a 51° 32′ 6″ N, 9° 44′ 26″ O     | Gut Güntersen, Stall/Scheune        | Einzeldenkmal der Baudenkmal-Gruppe Gut Güntersen (ID 35227992)                                                            | 35236442 | BW             |
| Hauptstraße 11a 51° 32′ 6″ N, 9° 44′ 27″ O     | Gut Güntersen, Wagenschauer         | Einzeldenkmal der Baudenkmal-Gruppe Gut Güntersen (ID 35227992)                                                            | 35236465 |                |
| Hauptstraße 11a 51° 32′ 5″ N, 9° 44′ 27″ O     | Gut Güntersen, Scheune              | Einzeldenkmal der Baudenkmal-Gruppe Gut Güntersen (ID 35227992)                                                            | 35236488 | BW             |
| Brennereistraße 2 a 51° 32′ 8″ N, 9° 44′ 25″ O | Gut Güntersen, ehem. Brennerei      | Die Kornbrennerei wurde um 1900 erbaut und 1920 erweitert. Einzeldenkmal der Baudenkmal-Gruppe Gut Güntersen (ID 35227992) | 35236419 |                |
| Hauptstraße 36 51° 32′ 5″ N, 9° 44′ 13″ O      | Wohnhaus                            | | 35236304 |                |

## Lödingsen
| Lage                                           | Bezeichnung                        | Beschreibung | ID       | Bild           |
| ---------------------------------------------- | ---------------------------------- | --- | -------- | -------------- |
| An der Kirche 6 51° 35′ 45″ N, 9° 46′ 59″ O    | Wohnhaus                           | | 35236623 | BW             |
| An der Kirche 9 51° 35′ 48″ N, 9° 47′ 0″ O     | Wohnhaus                           | | 35236644 | BW             |
| An der Kirche 17 51° 35′ 48″ N, 9° 46′ 58″ O   | Kapelle St. Petri                  | Die Kapelle wurde von 1840 bis 1844 erbaut. Es ist ein Saalbau mit fünf Achsen und einem Satteldach. Auf dem Dach befindet sich ein verkleideter Giebelreiter. | 35236665 | Weitere Bilder |
| Gartenstraße 62 51° 35′ 22″ N, 9° 47′ 27″ O    | Bahnhof Lödingsen, Empfangsgebäude | | 35236688 |                |
| Heertorstraße 7 51° 35′ 51″ N, 9° 47′ 1″ O     | Wohnhaus                           | Einzeldenkmal der Baudenkmal-Gruppe Heertorstraße 7,9,11 (ID 35228007)                                                                                         | 35236711 | BW             |
| Heertorstraße 9 51° 35′ 51″ N, 9° 47′ 1″ O     | Wohnhaus                           | Einzeldenkmal der Baudenkmal-Gruppe Heertorstraße 7,9,11 (ID 35228007)                                                                                         | 35236734 | BW             |
| Heertorstraße 11 51° 35′ 52″ N, 9° 47′ 1″ O    | Wohnhaus                           | Einzeldenkmal der Baudenkmal-Gruppe Heertorstraße 7,9,11 (ID 35228007)                                                                                         | 35236757 | BW             |
| Hettenser Straße 1 51° 35′ 55″ N, 9° 46′ 58″ O | Schule                             | Die Schule wurde 1910 erbaut. | 35236779 |                |
| Hörmker Straße 7 51° 35′ 45″ N, 9° 47′ 3″ O    | Wohnhaus                           | | 35236802 | BW             |
| Lindenweg 22 51° 35′ 53″ N, 9° 46′ 57″ O       | Wohnhaus                           | Möglicherweise besteht kein Denkmalschutz mehr, da im Denkmalatlas 2020 kein Eintrag erfolgte.                                                                 |          | BW             |
| Steinweg 9 51° 35′ 49″ N, 9° 46′ 50″ O         | Gesindehaus                        | Einzeldenkmal der Baudenkmal-Gruppe Steinweg 9,10,12,14 (ID 35228022)                                                                                          | 35236823 | BW             |
| Steinweg 9 51° 35′ 49″ N, 9° 46′ 51″ O         | Staketzaun                         | Einzeldenkmal der Baudenkmal-Gruppe Steinweg 9,10,12,14 (ID 35228022)                                                                                          | 35237009 | BW             |
| Steinweg 10 51° 35′ 50″ N, 9° 46′ 51″ O        | Wohnhaus                           | Einzeldenkmal der Baudenkmal-Gruppe Steinweg 9,10,12,14 (ID 35228022)                                                                                          | 35236848 | BW             |
| Steinweg 10 51° 35′ 50″ N, 9° 46′ 52″ O        | Stall                              | Einzeldenkmal der Baudenkmal-Gruppe Steinweg 9,10,12,14 (ID 35228022)                                                                                          | 35236872 | BW             |
| Steinweg 12 51° 35′ 50″ N, 9° 46′ 50″ O        | Wohnhaus                           | Einzeldenkmal der Baudenkmal-Gruppe Steinweg 9,10,12,14 (ID 35228022)                                                                                          | 35236894 | BW             |
| Steinweg 12 51° 35′ 50″ N, 9° 46′ 49″ O        | Staketzaun                         | Einzeldenkmal der Baudenkmal-Gruppe Steinweg 9,10,12,14 (ID 35228022)                                                                                          | 35237034 | BW             |
| Steinweg 14 51° 35′ 50″ N, 9° 46′ 48″ O        | Hofanlage                          | Einzeldenkmal der Baudenkmal-Gruppe Steinweg 9,10,12,14 (ID 35228022)                                                                                          | 35236919 | BW             |
| Steinweg 14 51° 35′ 50″ N, 9° 46′ 49″ O        | Backhaus                           | Einzeldenkmal der Baudenkmal-Gruppe Steinweg 9,10,12,14 (ID 35228022)                                                                                          | 35236941 | BW             |
| Steinweg 19 51° 35′ 50″ N, 9° 46′ 42″ O        | Wohnhaus                           | Einzeldenkmal der Baudenkmal-Gruppe Steinweg 19 (ID 35228038)                                                                                                  | 35236963 | BW             |
| Steinweg 19 51° 35′ 50″ N, 9° 46′ 42″ O        | Scheune                            | Einzeldenkmal der Baudenkmal-Gruppe Steinweg 19 (ID 35228038)                                                                                                  | 35236987 | BW             |

## Wibbecke
| Lage                                                   | Bezeichnung                           | Beschreibung | ID       | Bild |
| ------------------------------------------------------ | ------------------------------------- | --- | -------- | ---- |
| An der Beke 2 51° 34′ 33″ N, 9° 46′ 45″ O              | Wohn-/Wirtschaftsgebäude              | Der Hof wurde in der ersten Hälfte des 19. Jahrhunderts erbaut. Er besteht aus Wohnhaus, Wirtschaftsgebäuden wie Stall, Scheune und Backhaus und einem Nebengebäude als Altenteiler. Einzeldenkmal der Baudenkmal-Gruppe An der Beeke 2/Dreibrunnenstr. 2 (ID 35228054)                   | 35237172 |      |
| An der Beke 2 51° 34′ 33″ N, 9° 46′ 45″ O              | Wohn-/Wirtschaftsgebäude, Außentreppe | Einzeldenkmal der Baudenkmal-Gruppe An der Beeke 2/Dreibrunnenstr. 2 (ID 35228054) | 35237972 |      |
| An der Beke 2 51° 34′ 32″ N, 9° 46′ 44″ O              | Backhaus                              | Einzeldenkmal der Baudenkmal-Gruppe An der Beeke 2/Dreibrunnenstr. 2 (ID 35228054) | 35237389 |      |
| An der Beke 2 51° 34′ 32″ N, 9° 46′ 45″ O              | Stall/Speicher                        | Einzeldenkmal der Baudenkmal-Gruppe An der Beeke 2/Dreibrunnenstr. 2 (ID 35228054) | 35237416 |      |
| An der Beke 2 51° 34′ 32″ N, 9° 46′ 46″ O              | Scheune                               | Einzeldenkmal der Baudenkmal-Gruppe An der Beeke 2/Dreibrunnenstr. 2 (ID 35228054) | 35237362 |      |
| An der Beke 2 51° 34′ 32″ N, 9° 46′ 46″ O              | Zaunpfosten                           | Einzeldenkmal der Baudenkmal-Gruppe An der Beeke 2/Dreibrunnenstr. 2 (ID 35228054) | 35237785 | BW   |
| An der Beke 4 51° 34′ 31″ N, 9° 46′ 45″ O              | Nebenwohnhaus                         | Einzeldenkmal der Baudenkmal-Gruppe An der Beeke 2/Dreibrunnenstr. 2 (ID 35228054) | 35237499 |      |
| An der Beke 4 51° 34′ 31″ N, 9° 46′ 46″ O              | Nebenwohnhaus, Hoffläche              | Einzeldenkmal der Baudenkmal-Gruppe An der Beeke 2/Dreibrunnenstr. 2 (ID 35228054) | 35237646 | BW   |
| An der Beke 6 51° 34′ 28″ N, 9° 46′ 47″ O              | Wohnhaus                              | Einzeldenkmal der Baudenkmal-Gruppe Hofanlage An der Beeke 6 (ID 35231035) | 35237225 | BW   |
| An der Beke 6 51° 34′ 28″ N, 9° 46′ 46″ O              | Waschküchen-Nebengebäude              | Einzeldenkmal der Baudenkmal-Gruppe Hofanlage An der Beeke 6 (ID 35231035) | 35237673 | BW   |
| An der Beke 6, Alter Weg 1 51° 34′ 29″ N, 9° 46′ 47″ O | Stall/Speicher                        | Einzeldenkmal der Baudenkmal-Gruppe Hofanlage An der Beeke 6 (ID 35231035) | 35237199 |      |
| An der Beke 8 51° 34′ 28″ N, 9° 46′ 47″ O              | Wohn-/Wirtschaftsgebäude              | | 35237527 | BW   |
| An der Beke 11 51° 34′ 29″ N, 9° 46′ 48″ O             | Schwengelbrunnen                      | | 35237549 |      |
| An der Kapelle 1 51° 34′ 26″ N, 9° 46′ 44″ O           | Wohn-/Wirtschaftsgebäude              | Einzeldenkmal der Baudenkmal-Gruppe Hofanlage An der Kapelle 1 (ID 35228583) | 35237283 |      |
| An der Kapelle 1 51° 34′ 26″ N, 9° 46′ 44″ O           | Anbauten                              | Einzeldenkmal der Baudenkmal-Gruppe Hofanlage An der Kapelle 1 (ID 35228583) | 35238079 |      |
| An der Kapelle 1 51° 34′ 26″ N, 9° 46′ 45″ O           | Scheune                               | Einzeldenkmal der Baudenkmal-Gruppe Hofanlage An der Kapelle 1 (ID 35228583) | 35237572 |      |
| An der Kapelle 1 51° 34′ 26″ N, 9° 46′ 44″ O           | Stallanbau                            | Einzeldenkmal der Baudenkmal-Gruppe Hofanlage An der Kapelle 1 (ID 35228583) | 35237702 |      |
| An der Kapelle 1 51° 34′ 26″ N, 9° 46′ 43″ O           | Zaunpfosten                           | Einzeldenkmal der Baudenkmal-Gruppe Hofanlage An der Kapelle 1 (ID 35228583) | 35237755 |      |
| An der Kapelle 2 51° 34′ 25″ N, 9° 46′ 44″ O           | Gemeindehaus, Schule                  | Einzeldenkmal der Baudenkmal-Gruppe An der Kapelle (ID 35228069) | 35237311 |      |
| An der Kapelle 2 51° 34′ 25″ N, 9° 46′ 44″ O           | Gemeindehaus, Anbauten                | Einzeldenkmal der Baudenkmal-Gruppe An der Kapelle (ID 35228069) | 35237836 | BW   |
| An der Kapelle 4 51° 34′ 25″ N, 9° 46′ 45″ O           | Kapelle                               | Die Kapelle wurde ab 1150 erbaut. Sie war wohl die Burgkapelle der Herren von Wibbecke. Um 1600 wurde die Kapelle um ein Stockwerk erhöht. Dieses Stockwerk wurde nicht kirchlich genutzt. (siehe auch Artikel Wibbecke) Einzeldenkmal der Baudenkmal-Gruppe An der Kapelle (ID 35228069) | 35237253 |      |
| An der Kapelle 4 51° 34′ 26″ N, 9° 46′ 45″ O           | Bruchsteineinfriedung                 | Einzeldenkmal der Baudenkmal-Gruppe An der Kapelle (ID 35228069) | 35237943 |      |
| An der Kapelle 4 51° 34′ 25″ N, 9° 46′ 45″ O           | Baumbestand                           | Einzeldenkmal der Baudenkmal-Gruppe An der Kapelle (ID 35228069) | 35238106 |      |
| An der Kapelle 12 51° 34′ 24″ N, 9° 46′ 50″ O          | Backhaus                              | | 35237624 |      |
| Alter Weg 8 51° 34′ 30″ N, 9° 46′ 43″ O                | Wohnhaus                              | | 35237147 |      |
| Alter Weg 8 51° 34′ 30″ N, 9° 46′ 44″ O                | Stall-/Scheunenanbau                  | | 35237728 | BW   |
| Dreibrunnenstraße 2 51° 34′ 34″ N, 9° 46′ 45″ O        | Wohnhaus                              | Einzeldenkmal der Baudenkmal-Gruppe An der Beeke 2/Dreibrunnenstr. 2 (ID 35228054) | 35237472 |      |
| Dreibrunnenstraße 2 51° 34′ 34″ N, 9° 46′ 46″ O        | Stall/Scheune                         | Einzeldenkmal der Baudenkmal-Gruppe An der Beeke 2/Dreibrunnenstr. 2 (ID 35228054) | 35237444 |      |